# Alphonse Allais
Alphonse Allais, född den 20 oktober 1854 i Honfleur, död den 28 oktober 1905 i Paris, fransk författare och humorist. Han skrev ironiska berättelser och kåserier som präglades av svart humor. André Breton tog med ett par bidrag av honom i den antologi som en gång definierade just svart humor, Anthologie de l'humour noir (1940). Hans berättelser har även filmatiserats, bland andra den svenska filmen Herr Bohm och sillen.

## Böcker utgivna på svenska
- Kyssaren och andra svarta kåserier (Korpen, 1976)
- Berättelse för Frida (Korpen, 1979)